# Traun Steelsharks 2018
Questa voce raccoglie le informazioni riguardanti i Traun Steelsharks nelle competizioni ufficiali della stagione 2018.

## Prima squadra

### Austrian Football League 2018

#### Stagione regolare
| Vienna 25 marzo 2018, ore 15:00 2ª giornata | Vienna Vikings | 68 – 14 (19-0 28-0 14-7 7-7) referto | Traun Steelsharks | (1158 spett.) |

| Traun 31 marzo 2018, ore 17:00 3ª giornata | Traun Steelsharks | 47 – 15 (21-0 6-7 14-0 6-8) referto | Bratislava Monarchs | Trauner Stadion (1100 spett.) |

| Ivančna Gorica 7 aprile 2018, ore 15:00 4ª giornata | Ljubljana Silverhawks | 49 – 27 (14-0 14-7 21-7 0-13) referto | Traun Steelsharks | Stadion |

| Traun 14 aprile 2018, ore 17:00 Recupero 1ª giornata | Traun Steelsharks | 40 – 56 (7-14 21-13 0-15 12-14) referto | AFC Rangers Mödling | Trauner Stadion (1450 spett.) |

| Dúbravka 22 aprile 2018, ore 14:00 CEST 5ª giornata | Bratislava Monarchs | 36 – 28 (14-7 7-0 7-6 8-15) referto | Traun Steelsharks | Stadion SKP Dubravka |

| Traun 5 maggio 2018, ore 17:00 6ª giornata | Traun Steelsharks | 40 – 70 (7-21 13-28 14-21 6-0) referto | Tirol Raiders | Trauner Stadion (1400 spett.) |

| Traun 12 maggio 2018, ore 17:00 CEST 7ª giornata | Traun Steelsharks | 14 – 42 (6-7 8-14 0-7 0-14) referto | Graz Giants | Trauner Stadion (1100 spett.) |

| Graz 26 maggio 2018, ore 15:00 CEST 8ª giornata | Graz Giants | 48 – 28 (21-7 14-0 0-7 13-14) referto | Traun Steelsharks | Stadion Eggenberg |

| Vienna 3 giugno 2018, ore 15:00 CEST 9ª giornata | Danube Dragons | 61 – 28 (15-0 21-14 13-7 12-7) referto | Traun Steelsharks | Stadion Stadlau (500 spett.) |

| Traun 16 giugno 2018, ore 17:00 CEST 10ª giornata | Traun Steelsharks | 36 – 39 (8-7 7-3 7-7 14-22) referto | Ljubljana Silverhawks | Trauner Stadion (500 spett.) |

### Statistiche di squadra
| Competizione      | %Vittorie | In casa | In casa | In casa | In casa | In casa | In casa | In trasferta | In trasferta | In trasferta | In trasferta | In trasferta | In trasferta | Totale | Totale | Totale | Totale | Totale | Totale |
| Competizione      | %Vittorie | G       | V       | N       | P       | Pf      | Ps      | G            | V            | N            | P            | Pf           | Ps           | G      | V      | N      | P      | Pf     | Ps     |
| ----------------- | --------- | ------- | ------- | ------- | ------- | ------- | ------- | ------------ | ------------ | ------------ | ------------ | ------------ | ------------ | ------ | ------ | ------ | ------ | ------ | ------ |
| Stagione regolare | .100      | 5       | 1       | 0       | 4       | 177     | 222     | 5            | 0            | 0            | 5            | 125          | 262          | 10     | 1      | 0      | 9      | 302    | 484    |
| Totale            | .100      | 5       | 1       | 0       | 4       | 177     | 222     | 5            | 0            | 0            | 5            | 125          | 262          | 10     | 1      | 0      | 9      | 302    | 484    |

## Seconda squadra

### AFL - Division IV 2018

#### Stagione regolare
| 8 aprile 2018, ore 14:00 1ª giornata | BSK Ravens | 0 – 35 (0-13 0-8 0-7 0-7) referto | Traun Steelsharks 2 |  |

| 14 aprile 2018, ore 14:00 2ª giornata | Traun Steelsharks 2 | 7 – 28 (0-14 7-0 0-7 0-7) referto | Upper Styrian Rhinos |  |

| 5 maggio 2018, ore 14:00 4ª giornata | Wörgl Warriors | 14 – 7 (0-7 7-0 7-0 0-0) referto | Traun Steelsharks 2 |  |

| 19 maggio 2018, ore 17:00 5ª giornata | Traun Steelsharks 2 | 67 – 3 (20-3 32-0 8-0 7-0) referto | Salzburg Ducks 2 |  |

| 9 giugno 2018, ore 17:00 6ª giornata | Traun Steelsharks 2 | 54 – 0 (6-0 20-0 7-0 21-0) referto | Salzburg Bulls 2 |  |

| 30 giugno 2018, ore 15:00 8ª giornata | Upper Styrian Rhinos | 28 – 12 (0-6 14-0 7-6 7-0) referto | Traun Steelsharks 2 |  |

### Statistiche di squadra
| Competizione      | %Vittorie | In casa | In casa | In casa | In casa | In casa | In casa | In trasferta | In trasferta | In trasferta | In trasferta | In trasferta | In trasferta | Totale | Totale | Totale | Totale | Totale | Totale |
| Competizione      | %Vittorie | G       | V       | N       | P       | Pf      | Ps      | G            | V            | N            | P            | Pf           | Ps           | G      | V      | N      | P      | Pf     | Ps     |
| ----------------- | --------- | ------- | ------- | ------- | ------- | ------- | ------- | ------------ | ------------ | ------------ | ------------ | ------------ | ------------ | ------ | ------ | ------ | ------ | ------ | ------ |
| Stagione regolare | .500      | 3       | 2       | 0       | 1       | 128     | 31      | 3            | 1            | 0            | 2            | 54           | 4            | 6      | 3      | 0      | 3      | 182    | 73     |
| Totale            | .500      | 3       | 2       | 0       | 1       | 128     | 31      | 3            | 1            | 0            | 2            | 54           | 42           | 6      | 3      | 0      | 3      | 182    | 73     |